# Jakub Vrzáň
Jakub Vrzáň es un deportista checo que compite en piragüismo en la modalidad de eslalon. Ganó dos medallas en el Campeonato Mundial de Piragüismo en Eslalon, plata en 2010 y bronce en 2014, y seis medallas en el Campeonato Europeo de Piragüismo en Eslalon entre los años 2010 y 2018.

## Palmarés internacional
| Campeonato Mundial | Campeonato Mundial          | Campeonato Mundial | Campeonato Mundial |
| Año                | Lugar                       | Medalla            | Competición        |
| ------------------ | --------------------------- | ------------------ | ------------------ |
| 2010               | Liubliana (Eslovenia)       | Medalla de plata   | C2 por equipos     |
| 2014               | Deep Creek (Estados Unidos) | Medalla de bronce  | C2 por equipos     |
| Campeonato Europeo |                             |                    |                    |
| Año                | Lugar                       | Medalla            | Competición        |
| 2010               | Bratislava (Eslovaquia)     | Medalla de oro     | C2 por equipos     |
| 2011               | Seo de Urgel (España)       | Medalla de oro     | C2 por equipos     |
| 2014               | Viena (Austria)             | Medalla de bronce  | C2 por equipos     |
| 2015               | Markkleeberg (Alemania)     | Medalla de plata   | C2 por equipos     |
| 2017               | Tacen (Eslovenia)           | Medalla de bronce  | C2 por equipos     |
| 2018               | Praga (República Checa)     | Medalla de plata   | C2 por equipos     |